# Рыбинское восстание
Рыбинское восстание — белогвардейское восстание в Рыбинске 8 июля 1918 года, осуществлялось созданной в марте 1918 года, с санкции командования Добровольческой армии в лице генералов Л. Г. Корнилова и М. В. Алексеева антибольшевистской организацией «Союз защиты Родины и Свободы» Б. В. Савинкова. Мятеж был подавлен в день начала восстания.

## Предпосылки к восстанию
К июлю 1918 года правительство большевиков потеряло значительную часть территории России и фактически контролировала только ее центральную часть, включая Москву и Петроград. В этих условиях, по замыслу Бориса Савинкова, «Союз защиты Родины и Свободы» должен был поднять восстание в центральных регионах затем разбить большевиков с помощью интервенции Антанты. Основной силой повстанцев должны были стать кадровые офицеры царской армии, а также недовольные действиями большевиков местные жители, рабочие, крестьяне, члены запрещенных партий меньшевиков, кадетов и т. д.
Для подготовки восстания было выбрано три города: Ярославль, Рыбинск и Муром. При этом именно Рыбинск Савинков рассматривал как приоритетную цель: там были расположены склады боеприпасов формировавшейся 6-й Красной армии. Также город располагал одной из самых больших после Москвы организаций «Союза»: в нем находились около 400 его членов. Савинков рассчитывал, что восстание в Ярославле (началось 6 июля 1918 года) оттянет на себя силы «красных» из Рыбинска, позволит ему взять под контроль боеприпасы и потом прийти на помощь Ярославлю. Руководили операцией сам Савинков, а также А. А. Дикгоф-Деренталь. Начало восстания было намечено на утро 8 июля. Силы мятежников были разделены на шесть отрядов численностью около 70 человек каждый.

## Ход восстания
О подготовке восстания каким-то образом удалось узнать Рыбинскому уездному ЧК. Места сбора пяти отрядов «Союза» были блокированы РККА, сотрудниками ВЧК и милиции. В результате смог начать действовать только отряд под командованием самого Савинкова. Около 3 утра он смог без сопротивления занять Мыркинские военные казармы на западе города (ныне — на перекрестке улиц Свободы и Герцена) и захватить хранившиеся в них пулеметы и винтовки. Затем его отряд занял здание бывшего коммерческого училища (ныне — Авиационный колледж), однако путь к артиллерийским складам восставшим преградили латышские стрелки. Отряд Савинкова был вынужден отступать к вокзалу, после чего смог покинуть город, бросив пулеметы и винтовки. Оповестить руководителей Ярославского восстания о провале в Рыбинске не удалось: посланный с сообщением офицер был схвачен. Некоторое время отряд Савинкова занимался диверсиями на железной дороге, чтобы помешать снабжению осаждавших Ярославль войск, но затем распался.

## Красный террор
После захвата города большевиками начались и долго продолжались аресты и расстрелы горожан у здания ревтрибунала. Списки расстрелянных публиковались в местной газете. 
За попытку сбросить диктатуру большевиков на город была наложена контрибуция в размере 5 млн рублей. 

## Итоги
Провал выступления в Рыбинске стал причиной неудачи восстаний, как в Ярославле (оно было подавлено 21 июля), так и в Муроме (там повстанцы продержались после восстания вечером 8 июля около суток).

## Примечание
1. 1 2 3 4 5  Кидяров А. Е. Рыбинское восстание 1918 г. // Вестник Костромского государственного университета : статья. — Кострома, 2015. — № 5. — С. 29—32. — ISSN 1998-0817. Архивировано 25 марта 2020 года.
2. ↑  Д. Л. Голинков. Крушение антисоветского подполья в СССР (в 2-х тт.). Книга I. 4-е изд. — М.: Политиздат. 1986. — С. 177.
3. 1 2  Савинков Б. В. Борьба с большевиками. — М.: Книга, 1990. — Т. I. Книга 2. — (Литература русского зарубежья. Антология в шести томах.). Архивировано 7 ноября 2011 года.